# 코코야자
코코야자(-椰子, 영어: coconut tree)는 종려과에 속하는 상록 교목이며, 그 열매는 코코넛으로 부른다. 코코야자속에서 유일한 활엽수로 30미터 크기까지 자라며, 4~6 미터 길이의 날개 모양의 잎사귀와 각 작은 잎사귀들은 60에서 90센티미터 길이이다. 수명이 다해 떨어진 나뭇잎들은 나무 주위에 흩어져 코코야자 나무에게 영양분을 준다. 바다에 가까운 열대 지방 전역에 분포한다.

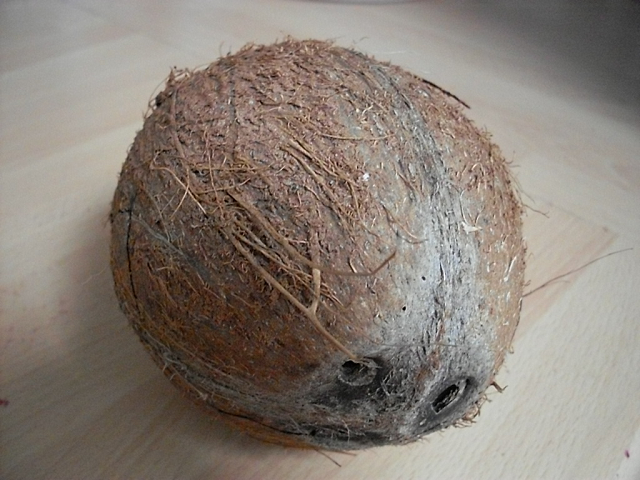
코트디부아르산 코코넛
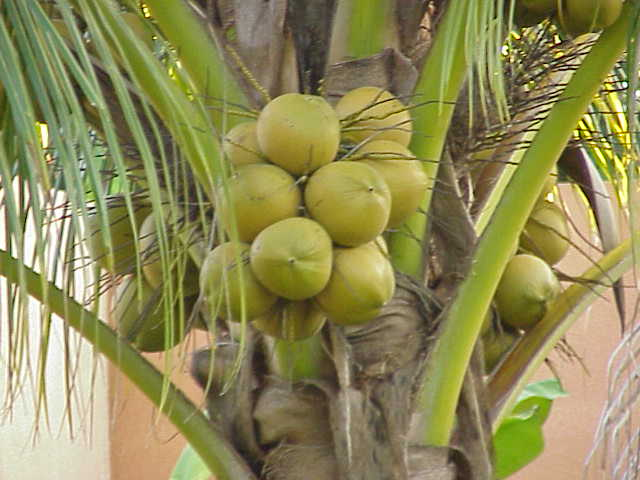
코코넛 나무
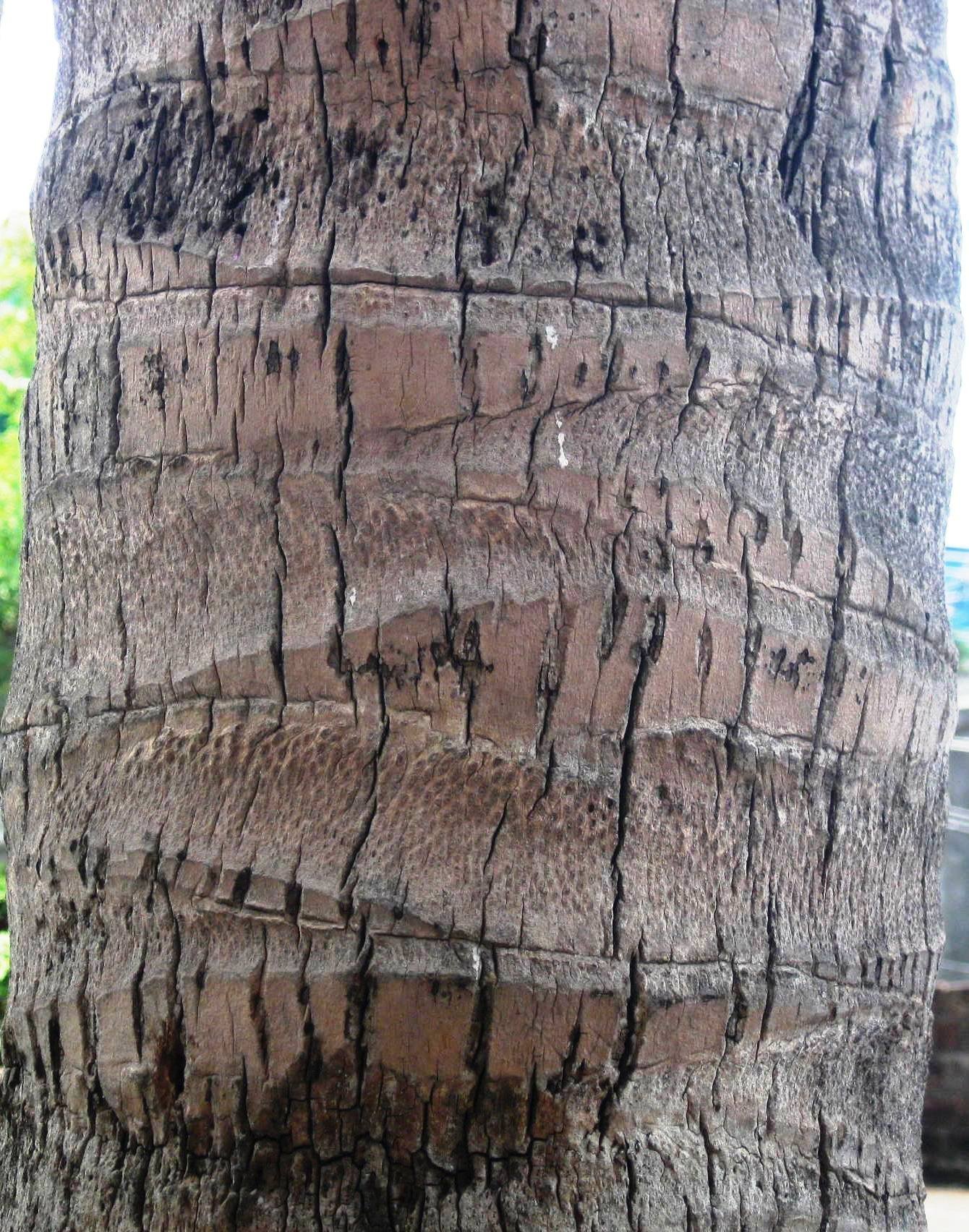
코코넛 트렁크

## 역사
유전체 분석에 따르면 동남아시아와 멜라네시아의 코코야자가 유전적 다양성이 높아, 그곳이 원산이라고 추정된다. 코코넛은 오스트로네시아인들의 이주와 함께 인도-태평양 연안으로 전파되었다.

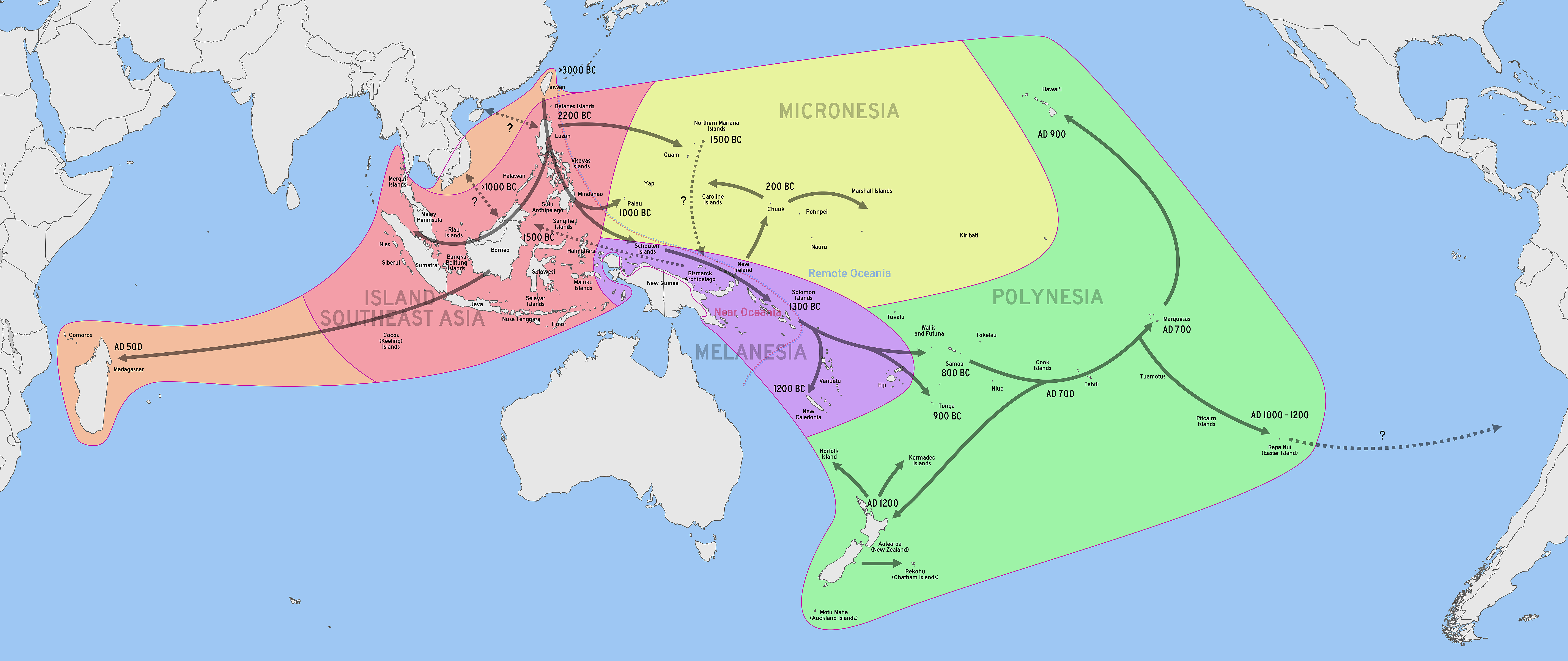
오스트로네시아인의 이주 경로
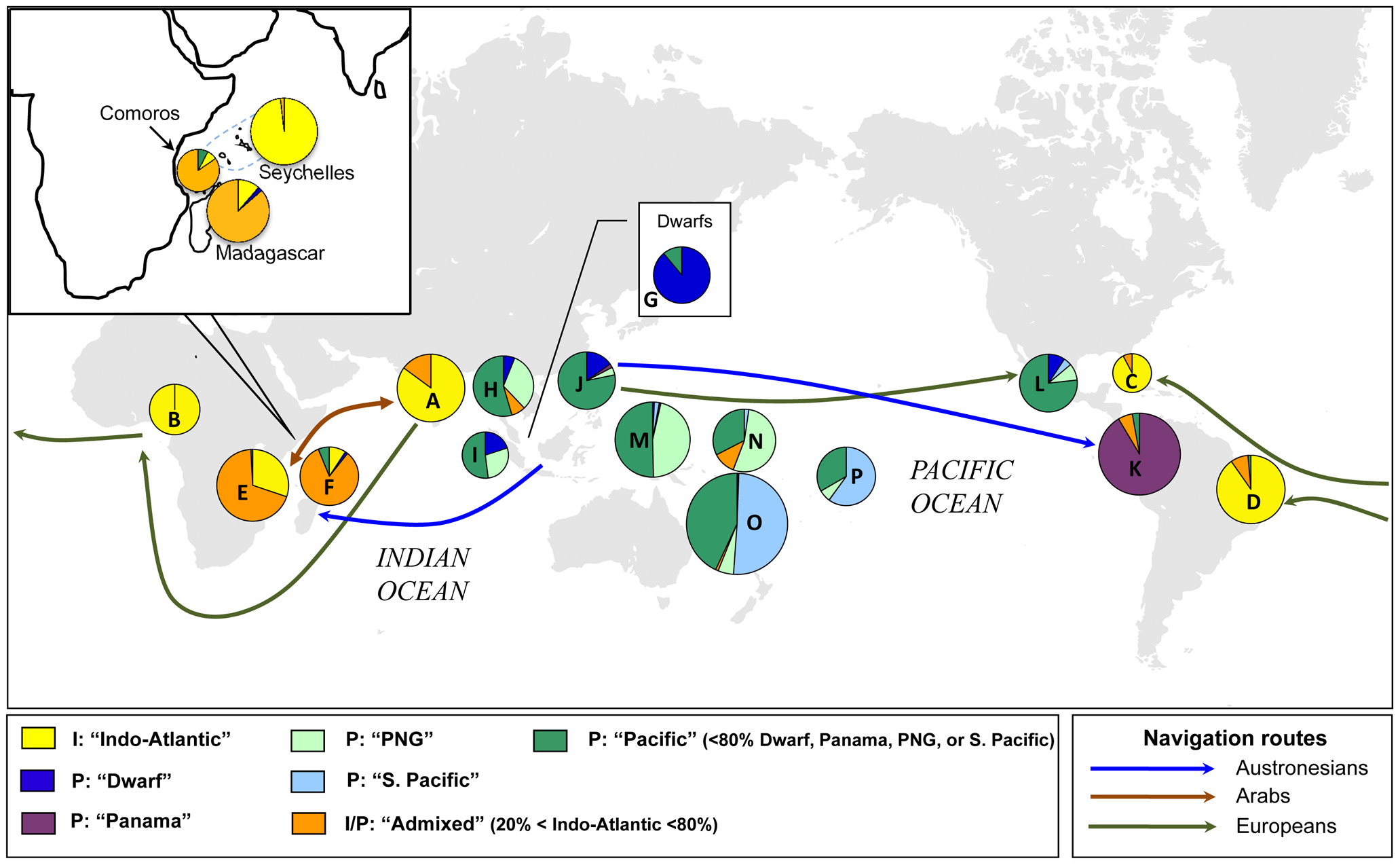
코코야자의 분포
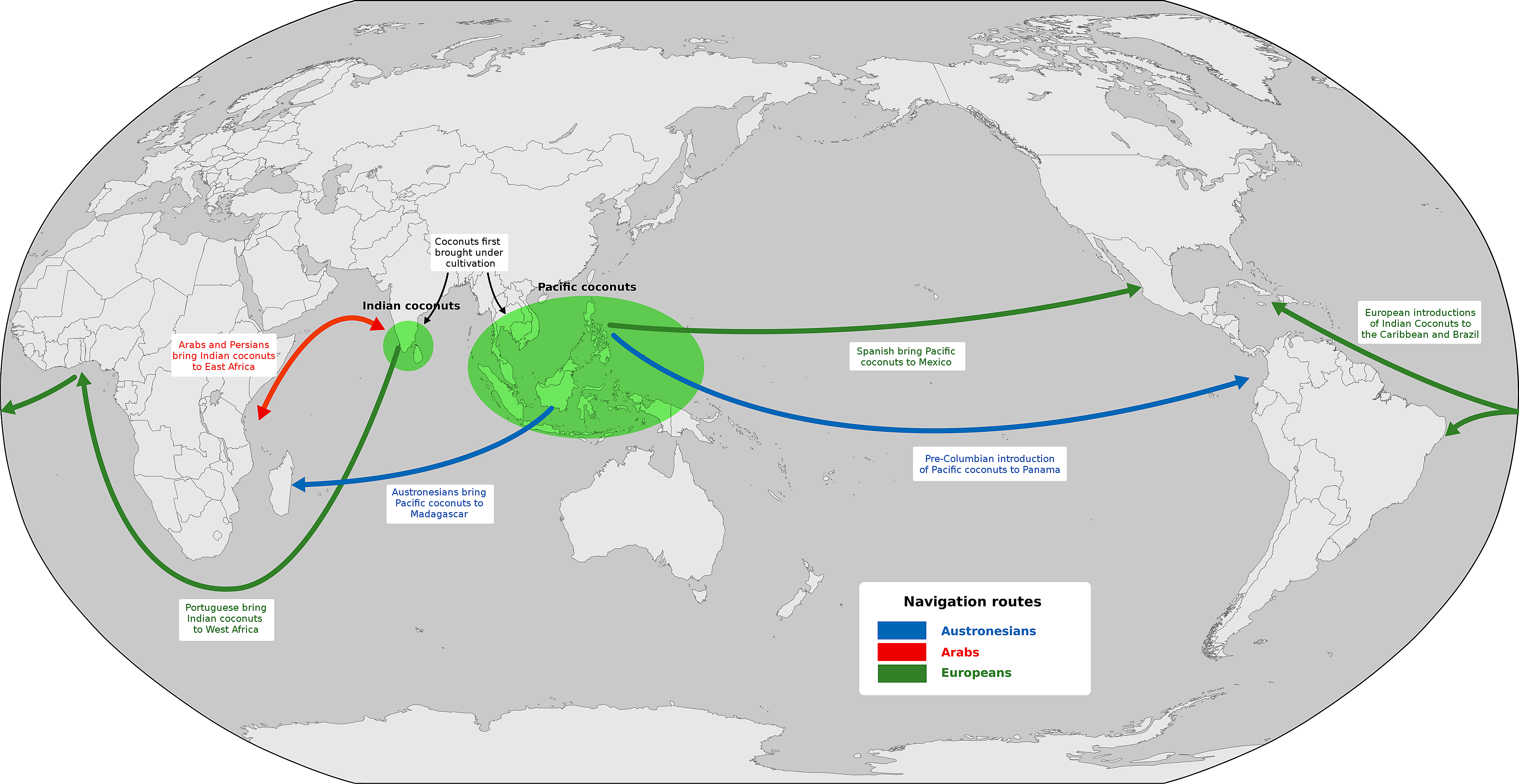
코코야자의 분포로 추정된 코코넛의 전파 경로

## 이용
코코넛 열매 자체는 식용으로 사용되며, 팜유 등의 유지로도 사용된다.
장식이나 요리 등 실제로 코코야자의 모든 부분을 인간이 사용한다.
또한 캄보디아 등 일부 국가에서는 코코넛 껍질을 일반 나무를 대체할 신 재생 대체 연료로 매우 유용하게 쓰고 있다.
코코야자의 잎은 연료나 바닥에 까는 바닥재로 이용된다.

## 같이 보기
- 코코넛
- 하이누웰레